# Pędzelnik
Pędzelnik (Syconycteris) – rodzaj ssaków z podrodziny Macroglossusinae w obrębie rodziny rudawkowatych (Pteropodidae).

## Rozmieszczenie geograficzne
Rodzaj obejmuje gatunki występujące w Australazji.

## Morfologia
Długość ciała 55–97,8 mm, długość ucha 9–17 mm, długość tylnej stopy 7,4–15,4 mm, długość przedramienia 38–61,1 mm; masa ciała 13–47 g.

## Systematyka
Rodzaj zdefiniował w 1899 roku niemiecki zoolog Paul Matschie w publikacji swojego autorstwa o tytule Nietoperze z Muzeum Historii Naturalnej w Londynie. Gatunkiem typowym jest (oryginalne oznaczenie) pędzelnik australijski (S.  australis).

### Etymologia
Syconycteris: gr. συκον sukon ‘figa’; νυκτερις nukteris, νυκτεριδος nukteridos ‘nietoperz’.

### Podział systematyczny
Do rodzaju należą następujące gatunki:
| Grafika | Gatunek                | Autor i rok opisu     | Nazwa zwyczajowa       | Podgatunki         | Rozmieszczenie geograficzne | Podstawowe wymiary                                       | Status IUCN |
| ------- | ---------------------- | --------------------- | ---------------------- | ------------------ | --- | -------------------------------------------------------- | ----------- |
|         | Syconycteris australis | (W.C.H. Peters, 1867) | pędzelnik australijski | 7 podgatunków      | Moluki, Nowa Gwinea i wiele innych wysp (Wyspy Kai, Wyspy Aru, Wyspy Trobrianda, Wyspa Fergussona, Manus i Archipelag Bismarcka), północno-wschodnia i wschodnia Australia; zakres wysokości: 0–3000 m n.p.m. | DC: 5,5–8 cm DO: bezogonowy DP: 3,8–4,8 cm MC: 13–23 g   | LC          |
|         | Syconycteris carolinae | F.G. Rozendaal, 1984  | pędzelnik halmeherski  | gatunek monotypowy | endemit Indonezji: północne Moluki (Halmahera i Bacan) | DC: 8,3–9,8 cm DO: bezogonowy DP: 5,6–6,1 cm MC: 35–47 g | NT          |
|         | Syconycteris hobbit    | A.Z. Ziegler, 1982    | pędzelnik kosmatonogi  | gatunek monotypowy | Nowa Gwinea (Góry Centralne w Indonezji i Papui-Nowej Gwinei); zakres wysokości: 1815–2700 m n.p.m. | DC: 5,9–7,5 cm DO: bezogonowy DP: 4,4–5,2 cm MC: 15–20 g | LC          |

Kategorie IUCN:  LC  – gatunek najmniejszej troski,  NT  – gatunek bliski zagrożenia.